# Itó Dzsunja
Itó Dzsunja (Kanagava, 1993. március 9. –) japán válogatott labdarúgó, a Reims játékosa.

## Nemzeti válogatott
A japán válogatottban 3 mérkőzést játszott.

## Statisztika
| Japán válogatott | Japán válogatott | Japán válogatott |
| Időszak          | Mérk.            | gól              |
| ---------------- | ---------------- | ---------------- |
| 2017             | 3                | 0                |
| 20018            | 4                | 2                |
| 2019             | 10               | 0                |
| 2020             | 3                | 0                |
| 2021             | 9                | 5                |
| 2022             | 13               | 2                |
| Összesen         | 42               | 9                |